# Bajazyd I Błyskawica

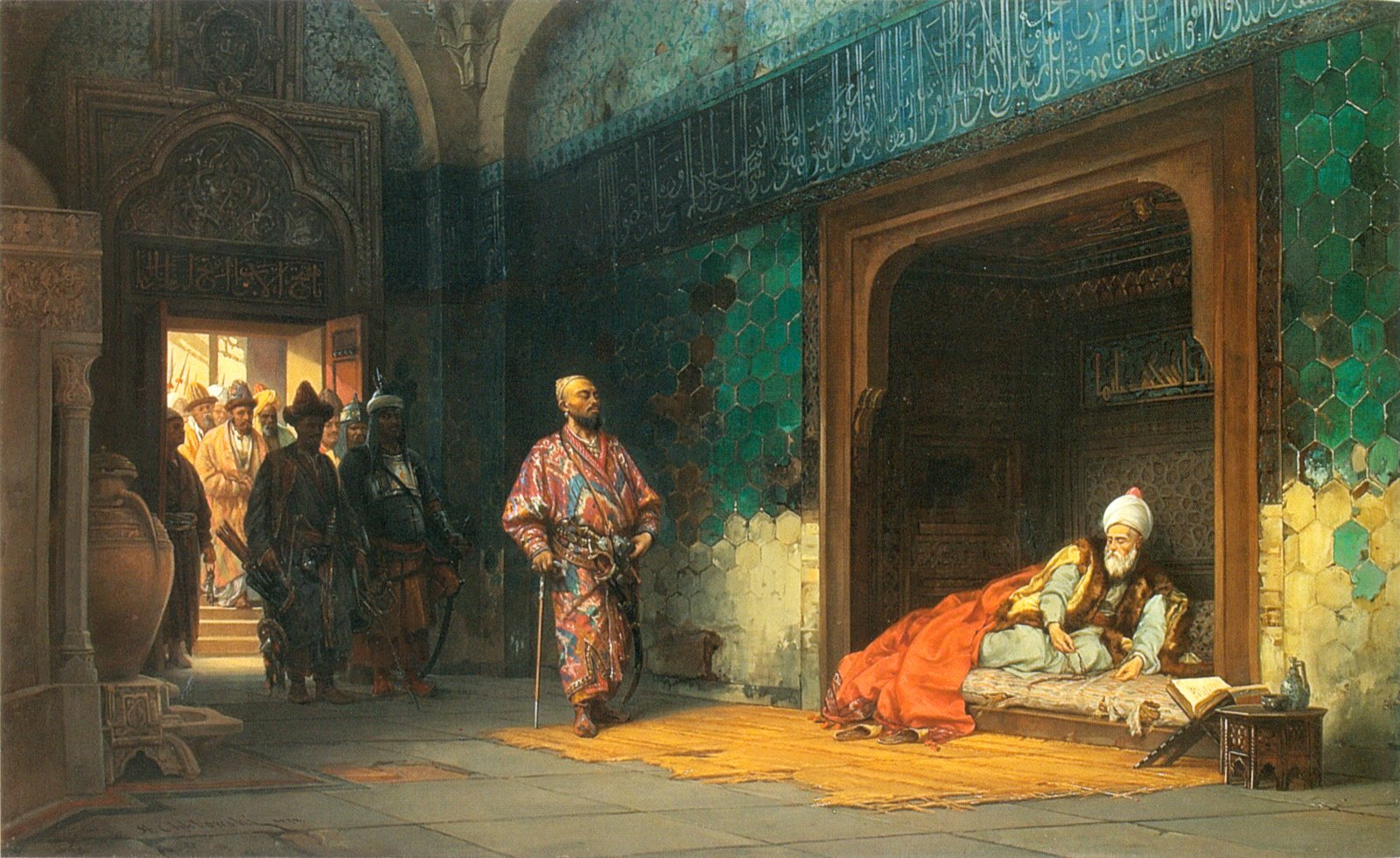
Bajazyd I w niewoli Timura

Bajazyd I Błyskawica (ur. 1354 w Edirne, zm. 8 marca 1403 w Akşehir) – sułtan osmański w latach 1389–1402.

## Życiorys
Był synem Murada I i greckiej niewolnicy Gülčiček „Kwiat Róży” Hatun.
W 1381 został zarządcą prowincji anatolijskiej. Od 1383 roku pełnił funkcję zarządcy prowincji Germiyan. Prawdopodobnie po zwycięstwie nad Karamanidami w 1386 roku otrzymał przydomek Błyskawica. Władzę nad państwem osmańskim objął 15 czerwca 1389 roku natychmiast po śmierci ojca. Tego samego dnia odniósł zwycięstwo w bitwie na Kosowym Polu, ogłosił się sułtanem i nakazał oślepić swojego brata Yakupa. W roku 1390 pojął za żonę Marię (znaną również jako Despina lub Olivera) córkę serbskiego księcia, Łazarza I, który zginął podczas bitwy na Kosowym Polu. Brat Marii, Stefan, został nowym władcą serbskim i lojalnym wasalem i przyjacielem Bajazyda.
Po spektakularnym zwycięstwie zhołdował Serbię i przejął hegemonię nad słowiańskimi krajami bałkańskimi. W ciągu kilku lat opanował cały Półwysep Bałkański i granicę swojego państwa ustalił na Dunaju. Zajął znaczną część Grecji i Albanii. W 1390 roku zlikwidował resztki bizantyjskich posiadłości w Anatolii i rozpoczął likwidację niezależnych tureckich emiratów w Azji Mniejszej.
W 1393 roku podjął ekspansję na obszarze Bułgarii. Zlikwidował Carstwo Tyrnowskie i wcielił je bezpośrednio do Turcji. W 1394 roku najechał Peloponez i zmusił miejscowych książąt do hołdu wiernopoddańczego.
W 1396 roku postanowił zdobyć Konstantynopol. Dowiedziawszy się o planowanej krucjacie króla Węgier, Zygmunta Luksemburskiego odstąpił jednak od oblężenia i w krótkim czasie przemaszerował ze swoją armią przez całe Bałkany, żeby zatrzymać krzyżowców pod graniczną twierdzą Nikopol. 25 września 1396 roku w bitwie pod murami miasta odniósł całkowite zwycięstwo, zadając przeciwnikom druzgocącą klęskę.
Wykorzystując fakt osłabienia armii węgierskiej w następnym roku opanował Carstwo Widyńskie i uczynił swoim wasalem Hospodarstwo Wołoskie. Następnie podjął kolejną próbę zdobycia Bizancjum.
Początkowo próbował skłócić ze sobą cesarzy Jana VII i Manuela II. Gdy mu się to nie udało, rozpoczął budowę potężnej twierdzy nad Bosforem, Anadolu Hisarı, z której zamierzał przeprowadzić decydujący atak na Konstantynopol. Plany pokrzyżowały mu jednak wydarzenia na Bliskim Wschodzie.
Pod koniec XIV wieku Sułtanat Osmański został zaatakowany od wschodu przez Timura. W 1400 roku armia osmańska dowodzoną przez Sulejmana została pokonana pod Kayseri i zmuszona do odwrotu. Tamerlan zdobył Sivas i Malatyę oraz splądrował Anatolię. W 1402 roku postawił Bajazydowi ultimatum.
Sułtan postanowił wyprzeć przeciwnika z Azji Mniejszej. Przetransportował wojska spod Konstantynopola i 25 lipca 1402 roku zagrodził drogę Timurowi pod Ankarą. Bitwa z 28 lipca 1402 roku okazała się druzgocącą klęską dla strony tureckiej. Bajazyd I dostał się wraz z synem Musą do niewoli. Anatolia została ponownie splądrowana przez wojska tatarskie. Sułtanat rozpadł się na kilka małych państw rządzonych przez rywalizujących ze sobą władców z dynastii osmańskiej.
Ostatnie miesiące życia Bajazyd I spędził jako jeniec Timura. Zmarł w 1403 roku.
Po śmierci jego ciało zostało oddane Musie, który przywiózł je do Bursy i tam pochował w rodzinnym grobowcu Osmanów.